# Rio Parateí
O rio Parateí é um rio brasileiro do estado de São Paulo.
Sua nascente é na Serra de Itaberaba e segue adiante na Zona Rural de Arujá em direção a Santa Isabel.Depois Segue Até São José Dos Campos Onde Desaguá No Rio Jaguari.